# Frank Beard
Frank Lee Beard (Frankston, Texas, 11 de junho de 1949) é um baterista americano, é o baterista da banda ZZ Top desde 1969 em sua formação.
Beard frequentou o ensino médio em Irving, Texas. No final de 1969 ele se juntou ao guitarrista e vocalista de ZZ Top Billy Gibbons, também apresentou Gibbons para o baixista e vocalista Dusty Hill.
Beard (cujo sobrenome é a palavra inglesa para "barba") é o único membro do ZZ Top que não usa barba. Normalmente, ele usa apenas um bigode, embora ele tenha passado por uma fase na década de 1990, onde ele usava uma barba arrumada.
Ele reside em Richmond.

## Discografia

### ZZ Top
- ZZ Top's First Album (1971)
- Rio Grande Mud (1972)
- Tres Hombres (1973)
- Fandango! (1975)
- Tejas (1977)
- Degüello (1979)
- El Loco (1981)
- Eliminator (1983)
- Afterburner (1985)
- Recycler (1990)
- Antenna (1994)
- Rhythmeen (1996)
- XXX (1999)
- Mescalero (2003)
- La Futura (2012)